# Peristéri (métro d'Athènes)
Peristéri (grec moderne : Περιστέρι) est une station de métro grecque de la ligne 2 (ligne rouge) du métro d'Athènes, située sur le territoire du dème de Peristéri, dans le district régional d'Athènes-Ouest en Attique.
Cette station a été mise en service en 2013 lors de l'ouverture du prolongement de la ligne d'Ágios Antónios au nouveau terminus d'Anthoúpoli.

## Situation ferroviaire
Établie en souterrain, la station de Peristéri est située sur la Ligne 2 du métro d'Athènes (ligne rouge), entre les stations d'Anthoúpoli et de Ágios Antónios.

## Histoire
La station de Peristéri est mise en service le 26 avril 2013, lors de l'ouverture des 1,5 kilomètre du prolongement de la ligne 2 entre Ágios Antónios et le nouveau terminus d'Anthoúpoli. Elle est établie le long de l'avenue Panagí Tsaldári, le chantier a été à 70 % à ciel ouvert et à 30 % en souterrain. La station comporte trois niveaux pour 11 000 m2 de surface totale. Le chantier comprenait également la réalisation de la connexion avec le parking prévu à proximité.

## Service des voyageurs

### Accueil
La station dispose de trois entrées, deux sur la place Demokratías et la troisième sur l'avenue Panagí Tsaldári. Elles permettent d'accéder au deuxième niveau où l'on trouve la billetterie, le service clients et les accès aux deux quais latéraux situés au troisième niveau.

### Desserte
Peristéri est desservie par toutes les circulations de la ligne. Quotidiennement, le premier départ est à 5 h 51, en direction Anthoúpoli, et à 5 h 31, en direction d'Ellinikó, le dernier départ est à 0 h 6, en direction d'Ellinikó et à 0 h 32 en direction d'Anthoúpoli (les samedis et dimanches le dernier départ est à 2 h 6 pour Ellinikó et à 2 h 32 pour Anthoúpoli).

### Intermodalité
À proximité de la station il y a plusieurs arrêts de transports en commun, notamment de tramways (ligne : 12 et 24) et de bus (lignes : 748, 891, 892  et A13) .